# Wilfredo Caimmi
Wilfredo Alberto Caimmi (Ancona, 25 luglio 1925 – Ancona, 18 ottobre 2009) è stato un partigiano e scrittore italiano.

## Biografia
Nacque ad Ancona, nel popolare quartiere del Piano San Lazzaro. Studente, lavorava nella piccola azienda di commercio di bibite del padre.
Comunista, partigiano a 18 anni, aderì alle Brigate Garibaldi.
Scampato fortunosamente all'Eccidio di Monte Sant'Angelo di Arcevia (AN) nel maggio 1944, fu poi combattente nel Gruppo di Combattimento Cremona, lungo la Linea Gotica.
Per le sue gesta di combattente per la libertà gli venne assegnata la Medaglia d'argento al valor militare.
Nel 1990, dopo una vita riservata, vennero scoperte in un sottoscala della sua abitazione e sequestrate le armi della sua brigata partigiana, che egli non aveva mai consegnato, custodendole in segreto per decenni, armi che nel tempo erano divenute per lui un legame inseparabile con i ricordi dei compagni caduti, degli entusiasmi e delle speranze della giovinezza.
Le armi, dissequestrate ad iniziativa dell'allora ministro della Giustizia Oliviero Diliberto ed assegnate grazie all'interessamento dello storico Ruggero Giacomini, per il loro valore storico, al Comune di Falconara Marittima, sono esposte nel Museo della Resistenza di Falconara Marittima.
Esordiente a 70 anni, scrisse numerosi libri e raccolte di racconti, sulla Resistenza italiana, il più importante dei quali Ottavo chilometro, in collaborazione con Alfredo Antomarini, raccoglie testimonianze e racconti degli ultimi partigiani marchigiani. Ha scritto poi anche sulla povertà nel dopoguerra.
È scomparso il 17 ottobre 2009 ad Ancona.

La sua tomba nel cimitero di Tavernelle ad Ancona è stata profanata per ben tre volte. Nel novembre 2009, la lapide della sua tomba e quella di un altro storico partigiano anconetano, Tonino Gobbi, vennero imbrattate con simbologie nazifasciste. Il 13 marzo 2010, alla vigilia della sepoltura della partigiana e sindacalista Derna Scandali, ignoti tracciarono il simbolo di una svastica nazista sulla lapide della sua tomba e lasciarono sulla mensola della sepoltura la cartuccia di un fucile, probabilmente da caccia. Il 16 ottobre 2010, anche in questo caso coinvolgendo la sepoltura del Gobbi, è stata deposta sulla tomba dei due partigiani una cartuccia di fucile calibro 12 inesplosa.

## Opere
- (con Alfredo Antomarini) Ottavo chilometro. Memorie di vita partigiana nelle Marche, Ancona, 1995 ISBN 8876631100;
- La notte senza topi -Romanzo, Aykon, Ancona, 1995
- Al tempo della guerra - Raccolta di racconti, A.C.Remel, Ancona, 1996
- Marciavamo con l'animo in spalla - Raccolta di racconti, A.C.Remel, Ancona, 1997, pp. 313
- ...Con la pazienza degli alberi millenari -Romanzo, Centro Culturale "La Città Futura", Ancona, 2002, pp. 334
- Harlem - Romanzo, Centro Culturale "La Città Futura", Ancona, 2004